# Mermaid Avenue
Mermaid Avenue é um álbum de 1998 de letras inéditas escritas pelo cantor e compositor folk estadunidense Woody Guthrie, colocadas em música escrita e executada pelo cantor britânico Billy Bragg e a banda estadunidense Wilco.  O projeto foi organizado pela filha de Guthrie, Nora Guthrie. Mermaid Avenue foi lançado pela gravadora Elektra Records em 23 de Junho de 1998. Um segundo volume de gravações, Mermaid Avenue Vol. II, seguiria em 2000. O projetos foram nomeados apoós a canção "Mermaid's Avenue" escrita por Guthrie.  Essa também é a rua em Coney Island, Brooklyn, Nova Iorque que Guthrie morava.

## Faixas
Todas as letras foram escritas por Woody Guthrie e todas as músicas foram compostas por Billy Bragg e Wilco.
| N.º            | Título                             | Duração |  |
| 1.             | "Walt Whitman's Niece"             | 3:53    |  |
| 2.             | "California Stars"                 | 4:57    |  |
| 3.             | "Way Over Yonder in the Minor Key" | 4:06    |  |
| 4.             | "Birds and Ships"                  | 2:13    |  |
| 5.             | "Hoodoo Voodoo"                    | 3:12    |  |
| 6.             | "She Came Along to Me"             | 3:26    |  |
| 7.             | "At My Window Sad and Lonely"      | 3:27    |  |
| 8.             | "Ingrid Bergman"                   | 1:50    |  |
| 9.             | "Christ for President"             | 2:39    |  |
| 10.            | "I Guess I Planted"                | 3:32    |  |
| 11.            | "One by One"                       | 3:22    |  |
| 12.            | "Eisler on the Go"                 | 2:56    |  |
| 13.            | "Hesitating Beauty"                | 3:04    |  |
| 14.            | "Another Man's Done Gone"          | 1:34    |  |
| 15.            | "The Unwelcome Guest"              | 5:09    |  |
| Duração total: | Duração total:                     | 49:20   |  |

## Detalhes das canções
- A canção "Eisler on the Go" foi escrita como um protesto contra a deportação de Hanns Eisler pelo governo norte-americano durante a Guerra Fria.